# 샤샹카
샤샹카(산스크리트어: शशाङ्क, 벵골어: শশাঙ্ক)는 가우다 왕국이라고 불리는 벵골 지역에서 통일된 정체의 첫 번째 독립적인 왕이었고 벵골 역사에서 중요한 인물이다. 그는 7세기에 통치했는데, 일부 역사가들은 그의 통치 기간을 약 600년에서 636/7년 사이에 두는 반면, 다른 자료들은 그의 통치 기간을 590년에서 625년 사이에 둔다.
샤샹카는 벵골력을 만든 것으로 알려져 있다. 방가브다(Bangabda, Bangla year)라는 용어는 악바르력보다 수세기가 더 오래된 두 시바 사원에서도 발견되며, 이는 악바르력보다 훨씬 이전에 벵골력이 존재했음을 시사한다.
그는 하르샤, 바스카라바르만과 동시대 사람이다. 그의 수도는 오늘날 서벵골주 무르시다바드의 카르나수바르나에 있었다.